# Napf (Bannwald)
Das Gebiet Napf ist ein mit Verordnung vom 19. Januar 2000 durch die Körperschaftsforstdirektion Freiburg ausgewiesener Bannwald (Schutzgebiet-Nummer 100009) bei Oberried im Landkreis Breisgau-Hochschwarzwald in Baden-Württemberg.

## Lage
Das Schutzgebiet befindet sich am Hang des Feldbergs südöstlich der Gemeinde Oberried. Das Schutzgebiet im Staatswald Kirchzarten liegt ca. 3 km südöstlich des Ortsteils St. Wilhelm der Gemeinde Oberried und beinhaltet die Abteilungen 6, 7, 8und 10 (jeweils z. T.) sowie die Abt. 9 des Distriktes II.
Der Bannwald liegt vollständig im Naturschutzgebiet Feldberg, er ist Teil des Vogelschutzgebiets Südschwarzwald und er ist Teil des FFH-Gebiets Hochschwarzwald um den Feldberg und Bernauer Hochtal.

## Vegetation
Im Bannwald kommen laut Waldbiotopkartierung die folgenden Pflanzen vor:
Weiß-Tanne, Berg-Ahorn, Grauer Alpendost, Bärlauch, Arnika, Wald-Geißbart, Wald-Frauenfarn, Gebirgs-Frauenfarn, Rippenfarn, Wald-Reitgras, Sumpfdotterblume, Bitteres Schaumkraut, Gegenblättriges Milzkraut, Alpen-Hexenkraut, Sumpf-Pippau, Echter Seidelbast, Drahtschmiele, Gewöhnlicher Dornfarn, Breitblättriger Dornfarn, Echter Wurmfarn, Rotbuche, Waldmeister, Gelber Enzian, Ruprechtskraut, Bach-Nelkenwurz, Wald-Habichtskraut, Tannenbärlapp, Türkenbund, Schwarze Heckenkirsche, Weißliche Hainsimse, Wald-Hainsimse, Sprossender Bärlapp, Wiesen-Wachtelweizen, Wald-Wachtelweizen, Mauerlattich, Gewöhnliche Pestwurz, Gemeine Fichte, Quirlblättrige Weißwurz, Hasenlattich, Eisenhutblättriger Hahnenfuß, Alpen-Johannisbeere, Felsen-Johannisbeere,
Felsen-Johannisbeere, Gebirgs-Rose, Himbeere, Fuchssches Greiskraut, Vogelbeere, Wald-Ziest, Hain-Sternmiere, Knotenfuß, Bergfarn, Bergulme, Heidelbeere.

## Schutzzweck
Der Schutzzweck des Bannwalds ist gemäß Schutzgebietsverordnung
- Die unbeeinflusste, spontane Entwicklung des Waldes mit seinen Tier- und Pflanzenarten (Schutz des Sukzessionsablaufs, Prozessschutz) sowie die wissenschaftliche Beobachtung der Entwicklung zu gewährleisten.
- Dies beinhaltet den Schutz der Lebensräume und -gemeinschaften, die sich im Gebiet befinden, sich im Verlauf der eigendynamischen Entwicklung des Waldbestandes innerhalb des Schutzgebietes ändern oder durch die eigendynamische Entwicklung entstehen.

## Betreuung
Wissenschaftlich betreut wird der Bannwald durch die Forstliche Versuchs- und Forschungsanstalt Baden-Württemberg (BVA).